# Pilu (gmina)
Pilu – gmina w Rumunii, w okręgu Arad. Obejmuje miejscowości Pilu i Vărșand. W 2011 roku liczyła 2060 mieszkańców.